# Jo Wilson
Josephine "Jo" Wilson, M.D., F.A.C.S (também conhecida como Jo Karev e anteriormente conhecida como Brooke Stadler) é uma personagem fictícia da série de televisão de drama médico Grey's Anatomy, exibida na American Broadcasting Company (ABC) nos Estados Unidos. A personagem foi criada pela produtora e criadora da série Shonda Rhimes e é interpretada pela atriz Camilla Luddington.
Ela foi apresentada no episódio estreia da nona temporada "Going, Going, Gone" como interna de cirurgia no Seattle Grace Mercy West Hospital, mais tarde na mesma temporada renomeado para Grey Sloan Memorial Hospital. O personagem de Luddington foi conceitualizado como o novo interesse amoroso do personagem de Justin Chambers, Alex Karev.
Introduzida inicialmente, na nona temporada, como uma personagem recorrente, a personagem acabou sendo promovida ao elenco principal para a décima temporada, ao lado de seus colegas internos Shane Ross, Leah Murphy e Stephanie Edwards, interpretados por Gaius Charles, Tessa Ferrer e Jerrika Hinton, respectivamente.
No enredo, Jo faz amizade com Alex, unindo-se a uma infância igualmente problemática, que logo floresce em um relacionamento e depois em um casamento. Os problemas de abandono e a história da personagem como sobrevivente de abuso doméstico têm sido pontos focais nas histórias da personagem de Jo. Outras histórias incluem suas lutas de saúde mental, especialmente depois de saber que ela é um fruto de estupro. Jo, cujo nome verdadeiro é mais tarde revelado como Brooke, se separa do marido abusivo Paul Stadler e foge para Seattle para recomeçar sua vida. A contribuição do personagem para histórias fortes e sensíveis ao assunto recebeu elogios de fãs e críticos.

## História
Com apenas cinco dias de idade, Jo foi deixada por sua mãe em um quartel de bombeiros. Ela foi transferida entre vários lares adotivos até os 16 anos, quando começou a viver de maneira independente, dentro de seu carro. Sua professora, Schmidt, a deixava entrar no prédio da escola antes das aulas para usar os chuveiros da escola e lavar roupas. Jo se esforçou muito para terminar a escola, se formando oradora da escola e passando para a Universidade de Princeton, onde se formou com louvor. Wilson então estudou na Harvard Medical School, onde se formou como primeira de sua turma. Wilson confessou a Alex Karev que Schmidt era a única pessoa que a apoiava e, portanto, a única em sua formatura.
Na nona temporada, Jo é uma interna que se choca com Alex. No casamento de Bailey, eles acabam formando um vínculo, por conta da infância problemática que ambos tiveram. À medida que a temporada se desenvolve, a amizade deles aumenta e Alex desenvolve sentimentos por Jo. No episódio, "Love Turns You Upside Down", depois de agredir um dos pais por tentar abandonar seu bebê, Jo revela a Alex que ela foi deixada em um quartel de bombeiros quando bebê. No penúltimo episódio da 9ª temporada, "Readiness is All", Jo entra em uma briga com o namorado, Jason. Ela revela que ele a espancou e lutou contra Jason quando ele a agarrou e depois bateu a cabeça na lareira. Alex convence Jason a não apresentar queixa. No episódio final "Perfect Storm", Alex confessa seus sentimentos para Jo e eles se beijam.
Na décima temporada, Jo agora é residente e tem um relacionamento com Alex. Na décima primeira temporada, Jo fica frustrada com a proximidade de Meredith e Alex, depois da partida de Cristina, sentindo-se como uma segunda escolha.
No episódio da décima segunda temporada "I Choose You", Jo encontra uma fatura da clínica de fertilidade que abrigou os embriões fertilizados por Izzie e Alex de quando ela teve câncer, e pondera a possibilidade de Alex ter "um monte de bebês Izzie". Ela questiona se ela é apenas a garota "vamos arranjar um cachorro" e se o que eles têm é real, e Alex assegura que seu relacionamento com Izzie ficou no passado e que ele queria ter um bebê com ela. Alex pediu Jo em casamento em "Things We Lost in the Fire", mas Jo fica aparentemente frustrada com a execução, pois Alex sempre escolhe Meredith ao invés dela. No final da décima segunda temporada, "Family Affair", Alex e Jo terminam, quando Jo rejeita a proposta de casamento novamente. Jo, bêbada, admite para Andrew DeLuca que ela é casada e está fugindo de seu marido abusivo, e é por isso que ela não pode se casar com Alex. Alex entra em casa e se depara com uma Jo bêbada puxando DeLuca para sua cama, mas Alex interpreta mal e pensa que DeLuca está agredindo-a sexualmente, então ele o espanca até quase a morte.
No episódio da décima terceira temporada "You Haven't Done Nothin", antes do julgamento de Alex, Jo finalmente diz a Alex que a razão de ela não poder se casar com Alex é porque ela já é casada. Seu marido é abusivo, então ela fugiu e mudou seu nome para Jo Wilson para que ele não a encontrasse. Alex percebe que, quando Jo é chamada para testemunhar no julgamento, essas informações sobre seu passado e a falta de registros com o nome de Jo Wilson podem ser reveladas e, quando as informações se tornam públicas, seu marido pode encontrá-la. Em "True Colors" é revelado que o verdadeiro nome de Jo é Brooke e seu marido é Paul Stadler.
Na décima quarta temporada, Alex e Jo começam a se aquecer. Jo diz a DeLuca que ela ainda está apaixonada por Alex. Quando Stephanie deixa o hospital após uma explosão que quase a matou, Jo escolhe Warren para confidenciar. Depois que ela conta a ele seus verdadeiros sentimentos sobre toda a situação com Alex, Warren diz que Jo está com medo de que ele possa machucá-la. Alex a procura e enfatiza que ele nunca a machucaria e que era diferente de Paul e Jason, porque ele lidou com o mesmo trauma de uma criança que seu pai era abusivo, então os dois se reconciliam. Jo se viu hesitante em ser incluída em um artigo sobre a cirurgia de Meredith, pois mostrava quanto controle seu marido ainda tinha sobre ela. Quando teve a oportunidade de se tornar residente-chefe, ela decidiu que tinha terminado de se esconder e pediu o divórcio de Paul. Em seu primeiro dia como residente-chefe, Jo ficou chocada quando Paul apareceu no hospital, com uma nova noiva, Jenny, com os papéis do divórcio, em "1-800-799-7233". Meredith interveio e disse a Alex para ficar longe de Paul, pois ele queria bater no cara dele, então ela ajudou Jo a lidar com o divórcio. Jo reconhece que Jenny está em um relacionamento abusivo e tenta convencê-la a se voltar contra Paul. Mais tarde, Paul se torna vítima de um acidente. Em "Jesus Pessoal", Paul tenta ser libertado do hospital, mas Jenny se vira para o lado de Jo e revela que ela testemunhará contra ele. Paul fica bravo e tenta atacá-la, mas bate a cabeça na estrutura da cama e depois no chão, causando a síndrome de segundo impacto, que leva ao inchaço do cérebro. Ele é declarado com morte encefálica e, querendo algo bom, Jo, legalmente ainda sendo esposa de Paul, decidiu doar seus órgãos para transplante. Jo e Alex se casam no final da temporada 14, "All of Me".
Na décima quinta temporada, Jo agora é uma cirurgiã geral e bolsista de inovação cirúrgica, tendo Meredith como mentora. Em "Silent All These Years", Jo rastreia sua mãe biológica, Vicki Rudin, que é casada e tem dois filhos, e descobre que ela é um fruto de estupro. Ela entra em uma profunda depressão. No final "Jump into the Fog", Jo voluntariamente se interna na ala psiquiátrica.
Na décima sexta temporada, Jo sai da ala psiquiátrica e ela e Alex se casam legalmente, depois de descobrir que nunca assinaram uma licença de casamento. Ela também se torna uma médica atendente em cirurgia geral. Em "My Shot", Alex diz a Jo que foi para a casa da mãe, mas na realidade ele não está lá. Em "Leave a Light On", depois de meses do desaparecimento de Alex e das preocupações e suspeitas de Jo que ele a deixou, ele revela através de uma carta que Izzie teve seus filhos através de embriões congelados e que ele é pai de gêmeos. Na carta, Alex também diz que ele não voltará para Seattle a fim de começar uma nova vida com Izzie. Alex deixa suas ações do Grey Sloan e diz que ela merece mais, mas ele quer dar aos filhos a vida que ela e ele nunca tiveram. Em "Life on Mars?" Jo declara que ela subirá tão alto que fará Alex parecer um tolo por tê-la deixado, e admite que não pode odiar Alex por causa do quanto ele a amava.

## Desenvolvimento

### Casting e criação
Em agosto de 2012, foi anunciado que Camilla Luddington, Gaius Charles e Tina Majorino tinham sido escaladas como Jo Wilson, Shane Ross e Heather Brooks, respectivamente; esses personagens seriam novos internos do Seattle Grace-Mercy West. A TV Guide mais tarde reportou que, mesmo com todo o elenco recorrente sendo adicionado a Grey's Anatomy para a nova temporada, a atriz de True Blood, Camilla Luddington, é a única com a opção de se tornar uma regular.
Luddington conheceu Shonda Rhimes alguns meses antes do processo de audição para Jo, e ela perdeu a audição real devido a um conflito de agendamento. "[Ela] tinha um piloto chamado Gilded Lilys que eu fiz o teste, então eu a conheci alguns meses antes", explicou a atriz, de acordo com a TVLine. "Quando fui [para Grey's], na verdade, perdi as audições porque estava na Comic-Con por conta de Tomb Raider. Ouvi dizer que Shonda queria que eu entrasse, mas não consegui. Os diretores de elenco, no entanto, não encontraram a garota que estavam procurando naquele período de tempo." Ela continua "Na segunda-feira, eles disseram que ainda não haviam encontrado ninguém", disse Luddington, compartilhando que ela teve a chance de experimentar o papel. Ela revelou que o processo de contratação para o drama médico foi rápido. "Entrei e minha primeira cena foi meio glamour", ela compartilhou. "Minha segunda cena foi eu apenas tagarelando muito diálogo médico. Provavelmente, dois dias depois, descubri que consegui o papel."
Luddington disse: "Eles me disseram que escreveriam nossas histórias apenas para nossas personalidades, então acho que me pareço com um comedor de lixo ou algo assim", ela disse com uma risada, referindo-se às esperanças de sua personagem. "Eles decidiram, depois que me lançaram, que eu seria o novo interesse amoroso de Karev. Foi interessante. Eu nunca tinha sido escolhida assim antes. Mais tarde, ela revelou que eles cortaram sua primeira cena com Meredith Grey, interpretada por Ellen Pompeo, pois ela havia esquecido suas falas do elaborado diálogo médico, por estar nervosa e já ter sido uma fã do show. Ela acreditava que seu papel seria cortado até o final do dia, mas foi apenas a cena.

### Caracterização
Luddington descreve Jo como tendo "navegado sua vida sempre olhando por cima do ombro" devido ao seu marido abusivo. Krista Vernoff descreveu o personagem como "resiliente".
Quanto ao episódio de abuso doméstico, Luddington lançou luz sobre a personagem principal de Ellen Pompeo, Meredith Grey, apoiando-a, apesar de suas disparidades como colegas no passado.
"Isso foi incrível. O momento em que Jo está assistindo Paul manipular as pessoas e ele é tão charmoso e confiante e sugere que Jo, no passado dela, não tinha acreditado? Ele encontra maneiras sutis de prejudicá-la — dizendo que ela era uma garota festeira e alcoólatra. Naquele momento em que Jo sai correndo da galeria e os interrompe, ela não acreditava que Meredith acreditaria nela. Elas tiveram um relacionamento difícil no passado. Mas esse momento foi incrível para Jo quando Meredith se vira e diz a ela: "Eu sei quem você é. "É quando Jo quebra porque eu não sei quantas vezes - se alguma vez - ela ouviu isso."
Em uma entrevista com Bustle, Luddington observou que a história de abuso doméstico de sua personagem estava relacionada aos movimentos #MeToo e Time's Up que se tornaram virais. Ela o descreveu como uma história de mulheres "não mais silenciosas, e mulheres encontrando forças para usar sua voz, serem ouvidas e acreditadas". O enredo da agressão já estava em desenvolvimento há mais de uma temporada e as manchetes dos movimentos que se tornaram virais ocorreram quando eles estavam no meio da filmagem dos episódios, Luddington achou a coincidência acidental.

Krista Vernoff, eu e todos os escritores, porque já faz tanto tempo, houve muitas conversas com organizações de abuso doméstico [...] mesmo as palavras e o diálogo que queríamos usar em várias cenas, éramos particularmente específicos, porque [...] queríamos contar essa história corretamente e também educar as pessoas que têm conceitos errados sobre o abuso doméstico, com quem acontece e como é.

—Luddington sobre a linguagem usada para descrever sua história de abuso doméstico.
O reencontro da personagem com o marido abusivo, interpretado por Matthew Morrison, mostra a alusão criada por agressores domésticos. A showrunner Krista Vernoff comentou sobre a escolha de Morrison, conhecido por papéis mais charmosos como em Glee, como sendo perfeita para o personagem enganar outros que não são vítimas da violência do agressor; Luddington notou que sua personagem estava "paralisada" quando confrontada por seu ex-parceiro e a natureza "manipuladora" do personagem de Morrison, para todos os que o cercavam.
Após a saída abrupta de Justin Chambers da série, Vernoff falou sobre sua escolha de divorciar de Jo e Alex. Ela achou que seria um desserviço para Luddington explorar histórias mais dinâmicas e em camadas no futuro, dizendo: "Não era justo para ela mantê-la casada com um personagem que estava fora da tela", diz Vernoff. "Isso eliminaria absolutamente [a chance de ela tocar] tantas cores que ela é tão boa em tocar" e finalmente avaliou como resultado que "... não houve sequer um debate na sala dos roteiristas", acrescentando que dar a Alex um final feliz com Izzie "era claramente o caminho certo."
Vernoff comentou mais tarde sobre a decisão de não explorar ainda mais a depressão de Jo após Alex deixá-la. Ela avaliou: "[Camilla] passou tão maravilhosamente por muitos meses de histórias muito sombrias, e eu não queria que nenhum de nós assistisse Jo entrar em um buraco novamente." Vernoff também disse que a reação de Jo fazia mais sentido "por causa [da] experiência [...], não saber [pode ser] muito pior do que uma verdade muito dolorosa. Jo teve tantos episódios de não saber [onde Alex estava] que mesmo que a [eventual] resposta fosse terrivelmente dolorosa, houve um alívio realmente honesto [em apenas saber o que estava acontecendo]. Receber uma resposta finalmente permitiu que ela se sentisse estranhamente melhor do que quando estava no escuro. [Ela] imaginou todos os piores cenários possíveis. E mesmo que um deles se tornasse realidade, apenas ter as informações lhe permitia seguir em frente. Parecia que ela havia sofrido muito pelo relacionamento nas semanas anteriores ao recebimento dessa carta."

## Recepção

### Recepção critica
Para o episódio de abuso doméstico "1-800-799-7233", Ariana Romero, da Refinery29, destacou a "atuação intensamente evocativa de Luddington sem dizer uma palavra" quando seu personagem é confrontado por seu ex-parceiro. Além disso, Romero elogiou o trabalho de câmera ao identificar o espectador no lugar de uma sobrevivente de abuso doméstico, observando como ele se concentra em seu rosto "perplexo, horrorizado e chocado quando a voz de Paul soa distante, como se ela estivesse ouvindo através de uma concha". Em outro comentário, ela falou sobre as Gaslighting que seu parceiro abusivo usa, pois o primeiro comentário de Stadler diz que Brooke parece "melhor" e que "parece que você finalmente conseguiu a ajuda de que precisava".
O desenvolvimento de Jo e o assunto delicado da agressão sexual em "Silent All These Years" foram bem comentados e aclamados. O Digital Spy, em uma revisão nove meses depois, chamou de "um episódio altamente emocional para Jo". As histórias do episódio foram descritas como "emocional, poderosa e, espero, educacional" por Abby Gardner, da Glamour. Amanda Bell, da TV Guide, chamou as cenas envolvendo Jo e sua mãe, interpretadas por Michelle Forbes, como "indescritivelmente perturbadoras" e a revelação de sua concepção como "devastadora".
Maggie Fremont, do Vulture, comentou negativamente o personagem após o episódio de partida de Alex, dizendo: "Pobre Jo! E pobre de mim por ter que simpatizar com um personagem que eu não suporto, sabe? A carta de Jo é realmente péssima. Alex diz coisas muito boas sobre como quando ele disse que a amava e que seriam para sempre, ele quis dizer isso e que ela merece as melhores coisas - mas também, ele está apaixonado por Izzie. Sério, essa carta é burra e todos sabemos que Alex não deixaria Jo em nenhum mundo.